# Diadophis punctatus pulchellus
Diadophis punctatus pulchellus is een slang uit de familie toornslangachtigen (Colubridae) en de onderfamilie Dipsadinae. Het is een van de dertien ondersoorten van de ringnekslang (Diadophis punctatus). De ondersoort werd voor het eerst wetenschappelijk beschreven door Spencer Fullerton Baird en Charles Frédéric Girard in 1853.
Diadophis punctatus pulchellus komt voor in de Verenigde Staten en is endemisch in de staat Californië. De habitat bestaat uit droge dennenbossen.
De slang bereikt een lichaamslengte van ongeveer 20 tot 50 centimeter. De lichaamskleur is grijs tot donkergrijs. De buikzijde is oranje gekleurd en de onderzijde van de staart is rood gekleurd. De buikzijde is voorzien van een vlekkenpatroon dat bestaat uit enkele zwarte vlekjes maar deze kunnen ook geheel ontbreken. De ring om de nek waaraan de soortnaam te danken is, is zeer breed en altijd ononderbroken.